# Achada Lagoa
Achada Lagoa es una localidad caboverdiana del municipio de Tarrafal.

## Geografía
La localidad está situada en la isla de Santiago.

## Organización territorial
La localidad abarca los lugares y barrios de:
- Chão Tavares
- Cutelo Nunes
- Lém Varela
- Riba La
- Tcham
- Tcham de Cariz